# Chiesa di Santa Maria Maddalena (Cappella Maggiore)
La chiesa di Santa Maria Maddalena è la parrocchiale di Cappella Maggiore, in provincia di Treviso e diocesi di Vittorio Veneto; fa parte della forania Pedemontana.

## Storia
Si sa che, anticamente, la chiesa di Cappella era filiale della pieve di Fregona. La chiesa, ad una solta navata, riedificata nel XV secolo e consacrata il 10 maggio 1474 dal vescovo Pietro Leoni, fu eretta a parrocchiale nel 1494, affrancandosi definitivamente dalla suddetta pieve. 
L'attuale parrocchiale, a tre navate, è frutto di un rifacimento dell'antica chiesa avvenuto tra il 1863 ed il 1875. L'edificio fu poi restaurato nel 1907.

## Descrizione
La chiesa di Cappella è un imponente edificio con l'abside rivolta ad est, verso la piazza, e la facciata, davanti alla quale si erge il campanile e si apre un piccolo spiazzo, ad ovest. L'edificio è caratterizzato dalla presenza di due facciate anche sulle due fiancate. 
Un'opera di pregio conservata all'interno della chiesa è una vecchia ancona dell'altar maggiore tutta in legno scolpito e dorato.